# Jamesonia feei
Jamesonia feei là một loài dương xỉ trong họ Pteridaceae. Loài này được Copel. Christenh. mô tả khoa học đầu tiên năm 2011.